# Eucelatoria carinata
Eucelatoria carinata är en tvåvingeart som beskrevs av Townsend 1927. Eucelatoria carinata ingår i släktet Eucelatoria och familjen parasitflugor. Inga underarter finns listade i Catalogue of Life.